# Let It All Go
„Let It All Go” – singel angielskiego piosenkarza Rhodesa i angielskiej piosenkarki Birdy. Utwór został wydany 11 września 2015 roku jako drugi singel z debiutanckiego albumu Rhodesa Wishes.

## Pozycje na listach i certyfikaty

### Notowania tygodniowe
| Notowanie (2015-16)                              | Najwyższa pozycja |
| ------------------------------------------------ | ----------------- |
| Belgia (Ultratop 50 (Flandria))                  | 33                |
| Belgia (Ultratop 50 (Walonia))                   | 3                 |
| Szwajcaria (Singles Top 75)                      | 14                |
| Wielka Brytania (Official Singles Chart Top 100) | 58                |

### Certyfikaty i sprzedaż
| Kraj                      | Certyfikat    | Sprzedaż |
| ------------------------- | ------------- | -------- |
| Polska (ZPAV)             | złota płyta   | 25 000+  |
| Szwajcaria (IFPI Schweiz) | złota płyta   | 15 000+  |
| Wielka Brytania (BPI)     | srebrna płyta | 200 000+ |